# Døde i 1979
Døde i 1979 er en liste over notable personer, der er afgået ved døden i 1979. 

## Januar
| - Conrad Hilton - Charles Mingus - Gaston Heuet - Nelson Rockefeller - Victoria Ocampo |

- 3. januar - Conrad Hilton, amerikansk hotelgrundlægger (født 1887).
- 4. januar - Peter Frankenfeld, tysk skuespiller, sanger og entertainer (født 1913).
- 5. januar - Charles Mingus, amerikansk jazzbassist og orkesterleder (født 1922).
- 6. januar - Zbigniew Turski, polsk komponist og musikproducent (født 1908).
- 7. januar - Thoralf Hagen, norsk roer (født 1887).
- 9. januar - Pier Luigi Nervi, italiensk arkitekt og ingeniør (født 1891).
- 10. januar - Carl Syrach-Larsen, dansk forstkandidat (født 1898).
- 10. januar - Bodil Steen, dansk skuespiller (født 1923).
- 12. januar - Pete Smith, amerikansk filmproducer (født 1892).
- 15. januar - Lis Ahlmann, dansk tekstilkunstner (født 1894).
- 15. januar - Charles W. Morris, amerikansk semiotiker og filosof (født 1901).
- 18. januar - Gaston Heuet, fransk atlet (født 1892).
- 19. januar - Beatrice Bonnesen, dansk skuespiller (født 1906).
- 20. januar - Gustav Winckler, dansk sanger og pladeproducer (født 1925).
- 21. januar - Aleksej Leontev, sovjetisk psykolog (født 1903).
- 21. januar - Johann Tauscher, østrigsk håndboldspiller (født 1909).
- 26. januar - Nelson Rockefeller, amerikansk vicepræsident (født 1908).
- 27. januar - Victoria Ocampo, argentinsk forfatter (født 1890).
- 28. januar - Hans Scherfig, dansk forfatter og billedkunstner (født 1905).
- 29. januar - Erik Theodor Christian von Freiesleben, dansk officer og kammerherre (født 1892).
- 29. januar - Sonny Payne, amerikansk jazztrommeslager (født 1926).
- 30. januar - Sofie Castenschiold, dansk tennisspiller (født 1882).
- 31. januar - Grant Green, amerikansk guitarist og komponist (født 1935).

## Februar
| - Josef Mengele - Nikolai Tikhonov - Dennis Gabor - Jean Renoir - William Gargan |

- 1. februar - George Falcke, dansk gymnast (født 1891).
- 2. februar - Herluf Krabbe, dansk modstandsmand og officer (født 1904).
- 2. februar - Sid Vicious, engelsk bassist i Sex Pistols (født 1957).
- 5. februar - Michael Rohde, dansk fodboldspiller (født 1894).
- 7. februar - Josef Mengele, tysk nazist og læge i Waffen-SS (født 1911).
- 8. februar - Nikolai Tikhonov, sovjetisk skribent (født 1896).
- 8. februar - Dennis Gabor, ungarsk-britisk nobelprismodtager, elektroingeniør, fysiker og opfinder (født 1900).
- 12. februar - Jean Renoir, fransk filminstruktør (født 1894).
- 14. februar - Orla Møller, dansk minister (født 1916).
- 16. februar - Kristen Vadgaard, dansk gymnast (født 1886).
- 17. februar - William Gargan, amerikansk skuespiller (født 1905).
- 18. februar - Otto Bovensiepen, tysk politioberst og SS-Standartenführer (født 1905).
- 19. februar - Hans Øllgaard, dansk biskop  og medlem af Danmarks Frihedsråd (født 1888).
- 27. februar - John F. Seitz, amerikansk filmfotograf og opfinder (født 1892).

## Marts
| - Mustafa Barzani - Klaus Egge - Thomas Dinesen - Axel Gjöres - Per Hækkerup |

- 1. marts - Paul Staffeldt Matthiesen, dansk arkitekt (født 1891).
- 1. marts - August Sørensen, dansk atlet (født 1896).
- 3. marts - Mustafa Barzani, kurdisk nationalistleder (født 1903).
- 4. marts - Kamma Salto, dansk maler (født 1890).
- 6. marts - Jean Monnet, fransk diplomat og iværksætter (født 1888).
- 7. marts - Klaus Egge, norsk komponist og musikanmelder (født 1906).
- 7. marts - Leif Esper Andersen, dansk forfatter og billedkunstner (født 1940).
- 9. marts - Aksel Jensen, dansk direktør (født 1895).
- 9. marts - Sid Jelinek, amerikansk roer (født 1899).
- 10. marts - Thomas Dinesen, dansk forfatter og løjtnant (født 1892).
- 11. marts - Arne Pilegaard Larsen, dansk landsrådspræsident (født 1912).
- 12. marts - Axel Gjöres, svensk politiker (født 1889).
- 13. marts - Per Hækkerup, dansk minister (født 1915).
- 18. marts – Marjorie Daw, amerikansk skuespillerinde (født 1902).
- 21. marts - Evald Ilenkov, sovjetisk filosof, psykolog og pædagog (født 1924).
- 24. marts - Ole Lund Kirkegaard, dansk forfatter (født 1940).
- 27. marts - Gustav Jensen, dansk borgmester (født 1901).
- 29. marts - Henri Anspach, belgisk fægter (født 1882).
- 29. marts - Inger Gamburg, dansk fagforeningsformand og politiker (født 1892).
- 29. marts - Ellen Margrethe Stein, dansk skuespiller (født 1893).

## April
| - Helge Tramsen - Zulfikar Ali Bhutto - Nino Rota - Christiane Reimann - Paolo Barison |

- 1. april - Jakob Nielsen, dansk skuespiller (født 1900).
- 1. april - Helge Tramsen, dansk retsmediciner og modstandsmand (født 1910).
- 4. april - Zulfikar Ali Bhutto, pakistansk politiker (født 1928).
- 9. april - Axel Biering Prip, dansk atlet (født 1893).
- 10. april - Nino Rota, italiensk komponist (født 1911).
- 12. april - Christiane Reimann, dansk sygeplejerskepioner (født 1888).
- 17. april - Yukio Tsuda, japansk fodboldspiller (født 1917).
- 17. april - Paolo Barison, italiensk fodboldspiller og -træner (født 1936).
- 19. april - Wilhelm Bittrich, tysk obergruppenführer i SS og Waffen-SS general (født 1894).
- 22. april - Amedeo Biavati, italiensk fodboldspiller og -træner (født 1915).
- 25. april - Svend Aage Julius Jensen, dansk fodboldspiller (født 1905).
- 26. april - Trygve Stokstad, norsk bokser (født 1902).
- 30. april - Igor Buldakov, russisk roer (født 1930).

## Maj
| - Morteza Motahhari - Giulio Natta - Gabriel Ramanantsoa - Mary Pickford |

- 1. maj - Morteza Motahhari, iransk filosof og politiker (født 1919).
- 2. maj - Giulio Natta, italiensk kemiker og nobelprismodtager (født 1903).
- 2. maj - Johan Hvidtfeldt, dansk historiker og rigsarkivar (født 1908).
- 5. maj - Knud Larsen, dansk bokser (født 1903).
- 8. maj - Martin Thau, dansk gymnast (født 1887).
- 8. maj - Talcott Parsons, amerikansk sociolog (født 1902).
- 9. maj - Gabriel Ramanantsoa, madagaskisk præsident (født 1906).
- 10. maj - Hans Adolf Bjerrum, dansk landhockeyspiller (født 1899).
- 11. maj - Oluf Madsen, dansk atlet (født 1888).
- 11. maj - George Kringelbach, dansk journalist og gastronom (født 1927).
- 12. maj - Pierre Brunet, fransk roer (født 1908).
- 14. maj - Jean Rhys, dominicansk-engelsk forfatter (født 1890).
- 16. maj - Werner Jacobsen, dansk arkæolog og etnograf (født 1914).
- 17. maj - Kjartan Mohr, færøsk værftsdirektør og politiker (født 1899).
- 19. maj - David Van De Woestijne, belgisk komponist (født 1915).
- 21. maj - Blue Mitchell, amerikansk trompetist og komponist (født 1930).
- 22. maj - Christian Gottschalch, dansk visesanger og skuespiller (født 1887).
- 27. maj - Peter Marcussen, dansk lærer og ungdomsformand (født 1898).
- 28. maj - Henry Johansson, svensk ishockeyspiller (født 1897).
- 29. maj - Mary Pickford, canadisk stumfilmensskuespiller (født 1892).

## Juni
| - Karina Bell - Reinhard Gehlen - John Wayne - Giovanni De Prà - Vilho Niittymaa |

- 4. juni - Sigrid Fick, svensk tennisspiller (født 1887).
- 4. juni - Torkil Lauritzen, dansk skuespiller (født 1901).
- 5. juni - Karina Bell, dansk skuespiller (født 1898).
- 7. juni - Alfred Skjøt-Pedersen, dansk arkitekt (født 1897).
- 8. juni - Reinhard Gehlen, tysk general i Wehrmacht og leder for afdelingen Fremde Heere Ost (FHO) (født 1902).
- 11. juni - Charles Riddy, canadisk roer (født 1885).
- 11. juni - John Wayne, amerikansk skuespiller (født 1907).
- 11. juni - Jean-Louis Bory, fransk forfatter (født 1919).
- 13. juni - Hans Syberg, dansk billedhugger og keramiker (født 1895).
- 15. juni - Juan Arremón, uruguayansk fodboldspiller og -træner (født 1899).
- 15. juni - Giovanni De Prà, italiensk fodboldspiller (født 1900).
- 16. juni - Nicholas Ray, amerikansk filminstruktør og skuespiller (født 1911).
- 16. juni - Ewald Kjølbro, færøsk skibsreder (født 1913).
- 16. juni - Ben Weber, amerikansk komponist (født 1916).
- 21. juni - Arnold Lundgren, dansk cykelrytter (født 1899).
- 26. juni - Ib Martin Jensen, dansk arkitekt (født 1906).
- 28. juni - Paul Dessau, tysk komponist, dirigent og lærer (født 1894).
- 29. juni - Vilho Niittymaa, finsk atlet (født 1896).

## Juli
| - Hans Fuglsang-Damgaard - Kalervo Tuukkanen - Corinne Griffith - Sándor Kocsis |

- 4. juli - Max Beier, østrigsk entomolog og araknolog (født 1903).
- 4. juli - Børge Jacobsen, dansk politiker og forfatter (født 1907).
- 6. juli - Antonio María Barbieri, uruguayansk katolsk ærkebiskop og kardinal (født 1892).
- 7. juli - Børge Larsen, dansk atlet (født 1911).
- 8. juli - Hans Fuglsang-Damgaard, dansk biskop (født 1890).
- 8. juli - Shinichiro Tomonaga, japansk fysiker og nobelprismodtager (født 1906).
- 8. juli - Robert Burns Woodward, amerikansk kemiker og nobelprismodtager (født 1917).
- 8. juli - Sonny Benneweis, dansk cirkusartist og elefantdomptør(født 1933).
- 11. juli - Else Højgaard, dansk solodanser og skuespiller (født 1906).
- 12. juli - Kalervo Tuukkanen, finsk komponist (født 1909).
- 13. juli - Corinne Griffith, amerikansk filmskuespiller (født 1894).
- 13. juli - Robert Speck, rumænsk håndboldspiller (født 1909).
- 14. juli - Santos Urdinarán, uruguayansk fodboldspiller (født 1900).
- 16. juli - Nikolaj Mølgaard-Andersen, dansk kunstmaler (født 1895).
- 16. juli - Alfred Deller, engelsk sanger (født 1912).
- 19. juli - Guglielmo Segato, italiensk cykelrytter (født 1906).
- 22. juli - Stein Rokkan, norsk politolog og sociolog (født 1921).
- 22. juli - Sándor Kocsis, ungarsk fodboldspiller (født 1929).
- 26. juli - Dieter Koulmann, tysk fodboldspiller (født 1939).
- 29. juli - Herbert Marcuse, tysk-amerikansk filosof og sociolog (født 1898).
- 31. juli - Frede Hansen, dansk gymnast (født 1897).

## August
| - Bertil Ohlin - Hanna Reitsch - Stan Kenton - Earl Mountbatten - Tatjana Konstantinovna af Rusland - Jean Seberg |

- 3. august - Bertil Ohlin, svensk økonom, minister og nobelprismodtager (født 1899).
- 3. august - Renato Fasano, italiensk komponist, dirigent og musikforsker (født 1902).
- 9. august - Raymond Washington, amerikansk grundlægger af banden Crips (født 1953).
- 11. august - James Gordon Farrell, britisk forfatter (født 1935).
- 16. august - John Diefenbaker, canadisk premierminister (født 1895).
- 17. august - Alf Ross, dansk jurist og retsfilosof (født 1899).
- 20. august - Christian Dotremont, belgisk kunstmaler, digter og medstifter af COBRA (født 1922).
- 21. august - Giuseppe Meazza, italiensk fodboldspiller og -træner (født 1910).
- 24. august - Hanna Reitsch, tysk testpilot (født 1912).
- 25. august - Alberto Ruz Lhuillier, mexicansk arkæolog (født 1906).
- 25. august - Stan Kenton, amerikansk orkesterleder, komponist og pianist (født 1911).
- 26. august - Alvin Karpis, amerikansk gangster og bankrøver (født 1907).
- 26. august - Mika Waltari, finsk forfatter (født 1908).
- 27. august - Boleslaw Szabelski, polsk komponist (født 1896).
- 27. august - Earl Mountbatten, engelsk admiral (født 1900).
- 28. august - Tatjana Konstantinovna af Rusland, russisk prinsesse (født 1890).
- 30. august - Jean Seberg, amerikansk skuespiller (født 1938) .
- 31. august - Skat Hoffmeyer, dansk biskop (født 1891).

## September
| - Norrie Paramor - Agostinho Neto - Ludvík Svoboda - Arthur Hunnicutt - Gracie Fields |

- 5. september - Jørgen K. Bukdahl, dansk teolog og filosof (født 1936).
- 9. september - Norrie Paramor, engelsk pladeproducent og komponist (født 1914).
- 10. september - Kai Moltke, dansk politiker, forfatter og greve (født 1902).
- 10. september - Agostinho Neto, angolansk præsident (født 1922).
- 12. september - Carl Theodor Sørensen, danske landskabsarkitekt (født 1893).
- 12. september - Jocelyne LaGarde, tahitisk skuespiller (født 1924).
- 15. september - Poul Müller, dansk skuespiller (født 1909).
- 17. september - Miloslav Kabeláč, tjekkisk komponist og dirigent (født 1908).
- 20. september - Ludvík Svoboda, tjekkoslovakisk præsident (født 1895).
- 20. september - Ismail Nasiruddin af Terengganu, malaysisk regent (født 1906 eller 1907).
- 21. september - Sámal Joensen-Mikines, færøske kunstmaler (født 1906).
- 22. september - Otto Robert Frisch, østrigsk-engelsk kernefysiker (født 1904).
- 25. september - Fritz Schønheyder, dansk læge, biokemiker og professor (født 1905).
- 26. september - Arthur Hunnicutt, amerikansk skuespiller (født 1910).
- 27. september - Gracie Fields, britisk sanger, skuespiller og komiker (født 1898).
- 27. september - Lubomir Zelezny, tjekkisk komponist (født 1925).

## Oktober
| - Dorothy Arzner - Nadia Boulanger - Park Chung-hee - Barnes Wallis |

- 1. oktober - Dorothy Arzner, amerikansk filminstruktør (født 1897).
- 1. oktober - Roy Harris, amerikansk komponist (født 1898).
- 3. oktober - Nicos Poulantzas, græsk-fransk sociolog (født 1936).
- 10. oktober - Christopher Riche Evans, britisk psykolog og computervidenskabsmand (født 1931).
- 22. oktober - Svend Bøgh, dansk præst og generalsekretær for KFUM og KFUK i Danmark (født 1886).
- 22. oktober - Nadia Boulanger, fransk musikpædagog og komponist (født 1887).
- 22. oktober - Hakon Mielche, dansk rejsebogsforfatter, journalist og eventyrer (født 1904).
- 23. oktober - Antonio Caggiano, argentinsk kardinaler og ærkebiskop (født 1889).
- 23. oktober - Clarence Newton, canadisk bokser (født 1899).
- 24. oktober - Carlo Abarth, østrigsk bildesigner (født 1908).
- 26. oktober - Park Chung-hee, sydkoreansk general og præsident (født 1917).
- 28. oktober - Carl Wier, dansk direktør (født 1901).
- 29. oktober - Erich Schmitt, schweizisk håndboldspiller (født 1912).
- 30. oktober - Barnes Wallis, engelsk ingeniør og opfinder (født 1887).

## November
| - Mamie Eisenhower - Lilly Jacobsson - Merle Oberon |

- 1. november - Mamie Eisenhower, amerikansk førstedame (født 1896).
- 5. november - Edith Brodersen, dansk operasanger (født 1934).
- 8. november - Gunnar Lemvigh, dansk skuespiller (født 1909).
- 11. november - Lilly Jacobsson, svensk skuespiller (født 1893).
- 11. november – Dimitri Tiomkin, ukrainsk-født komponist (født 1894).
- 13. november - Viggo Meulengracht-Madsen, dansk gymnast (født 1889).
- 21. november - Asja Lācis, lettisk skuespiller og teaterdirektør (født 1891).
- 23. november - Merle Oberon, indisk-britisk skuespiller (født 1911).
- 28. november - Charles Petersen, dansk bokser (født 1902).
- 30. november - Emile Severeyns, belgisk cykelrytter (født 1931).

## December
| - Sonia Delaunay - Cecilia Payne-Gaposchkin - Dirk Stikker - Joan Blondell - Richard Rodgers |

- 2. december - Jan Pijnenburg, hollandsk cykelrytter (født 1906).
- 5. december - Sonia Delaunay, ukrainsk-jødisk-fransk kunstner (født 1885).
- 7. december - Cecilia Payne-Gaposchkin, britisk-amerikansk astrofysiker (født 1900).
- 9. december - Hjalmar Peter Johansen, dansk gymnast (født 1892).
- 10. december - Svend Blach, dansk hockeyspiller (født 1893).
- 10. december - Mogens Truelsen, dansk atlet (født 1901).
- 11. december - Ingeborg Næstved, dansk forfatter (født 1887).
- 12. december - Knud Nygaard, dansk fodboldspiller (født 1898).
- 12. december - Arne Larsen, dansk lektor og botaniker (født 1902).
- 14. december - Peter Donlon, amerikansk roer (født 1906).
- 17. december - Andreas Jeppe Iversen, dansk møbelsnedker og -designer (født 1888).
- 18. december - Henny Lindorff Buckhøj, dansk skuespiller (født 1902).
- 23. december - Dirk Stikker, hollandsk udenrigsminister, ambassadør og NATO generalsekretær (født 1897).
- 24. december - Rudi Dutschke, tysk studenterleder, filosof og sociolog (født 1940).
- 25. december - Joan Blondell, amerikansk skuespiller og model (født 1906).
- 29. december - Branimir Sakac, kroatisk komponist (født 1918).
- 30. december - Richard Rodgers, amerikansk musicalkomponist (født 1902).

## Ukendt døds-dato
- Martin Peter Pedersen, dansk ingeniør og radiopionerer (født 1887).
- Gottfrid Olsson, svensk kunstner og grafiker (født 1890).
- Bernard A. Smart, britisk pilot (født 1891).
- Hans Pahlm Jensen, dansk atlet (født 1896).
- Maar Julius Lange, dansk maler (født 1897).
- June Miller, østrig-ungarsk-amerikansk kvinde gift med forfatterne Henry Millers (født 1902).
- Arne Meyling, dansk skole- og museumsmand (født 1903).
- Frode Moesgaard, dansk atlet (født 1904).
- Thorkild Holmquist-Olsen, dansk atlet (født 1905).